# Ginette Letondal
Pour les articles homonymes, voir Letondal.
Ginette Letondal est une actrice québécoise née le 27 septembre 1930 à Montréal et morte le 22 février 2014 dans la même ville.

## Filmographie
- 1945 : Le Père Chopin : Ginette Dupont
- 1949 : Le Gros Bill : Clarina
- 1952 : Étienne Brûlé gibier de potence : Agonsa
- 1953 : La Famille Plouffe (série télévisée) : Flora Plouffe
- 1954 : 14, rue de Galais (série télévisée) : Michelle
- 1959 : Il était une guerre
- 1962 : Adorable Menteuse : Vicky
- 1963 : Tante Aurore viendra ce soir
- 1964 : Françoise
- 1965 : Caïn : Marie / Olga
- 1965 : Astataïon ou Le festin des morts
- 1968 : Le Paradis terrestre (série télévisée) : Ghislaine Caron
- 1968 : Les Belles Histoires des pays d'en haut : Attala Piédagnelle (épisode « la fille perdue »)
- 1970 : Mont-Joye (série télévisée) : Chantal Maurette

## Théâtre
- 1965 : Les Troyennes d'Euripide, mise en scène Michael Cacoyannis, TNP Théâtre de Chaillot, Festival d'Avignon en 1965 et 1966
- 1960 : Une nuit chez vous, Madame ! de Jean de Létraz, mise en scène Jacques Mauclair, Théâtre de l'Ambigu-Comique